# Sheriff Hutton
Sheriff Hutton is een civil parish in het bestuurlijke gebied Ryedale, in het Engelse graafschap North Yorkshire.

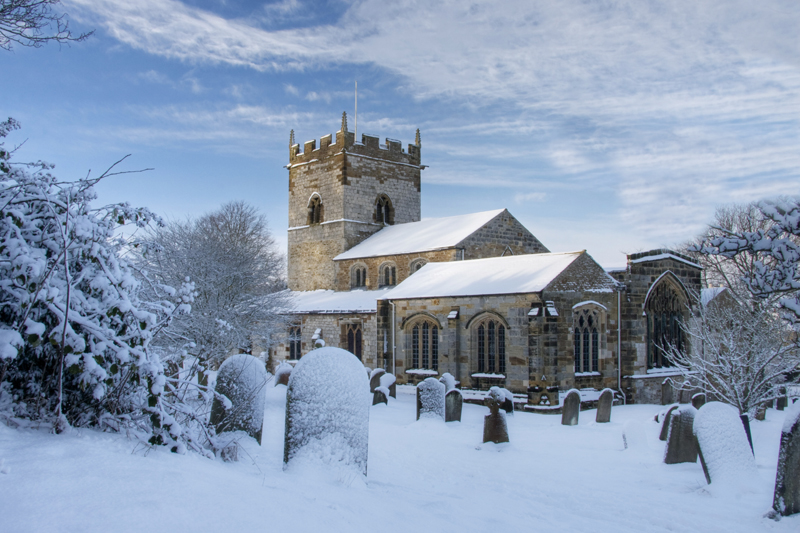
Kerk in Sheriff Hutton